# Robert Lücken
Robert Lücken  (ur. 30 kwietnia 1985 r. w Amsterdamie) – holenderski wioślarz, brązowy medalista igrzysk olimpijskich, mistrz świata i Europy.

## Igrzyska olimpijskie
Na igrzyskach zadebiutował w 2016 roku w Rio de Janeiro, występując w zawodach ósemek. Skład osady uzupełnili: Dirk Uittenbogaard, Boaz Meylink, Kaj Hendriks, Boudewijn Röell, Olivier Siegelaar, Tone Wieten, Mechiel Versluis i Peter Wiersum jako sternik. W eliminacjach zajęli drugie miejsce, przez co musieli uczestniczyć w repasażach. W nich awansowali do finału, dopływając do mety na drugiej pozycji. W finale zajęli trzecie miejsce, zdobywając brązowy medal.